# Pan (czytnik news)
Pan – czytnik grup dyskusyjnych, udostępniany na licencji GPL.
Pan to czytnik Usenet obsługujący zarówno wiadomości tekstowe, jak i binarne. Pozwala na pracę w trybach off-line i on-line.
Ponadto: scoring, killfiles, yEnc, NZB, jak i obsługę wielu serwerów. Działa w systemach Linux, Unix, Mac OS X oraz Windows,
W roku 2006 został napisany i zaprojektowany od nowa, co przyczyniło się do zmniejszenia (ok 85%) zapotrzebowania na pamięć RAM oraz do zdecydowanego przyspieszenia prędkości działania.
Według portalu TechRadar, dużą zaletą czytnika był system scoringowy, pozwalający na automatyczną ocenę wątków na podstawie zadanych kryteriów dotyczących atrybutów postów.